# Shin Oak NGL (трубопровід для ЗВГ)
Shin Oak NGL (трубопровід для ЗВГ) — трубопровід у Техасі, призначений для транспортування суміші зріджених вуглеводневих газів (ЗВГ) до найбільшого в світі комплексу фракціонування у Монт-Белв'ю.
Внаслідок «сланцевої революції» у басейні Періман (суміжні райони Техасу та Нью-Мексико) почалось стрімке зростання видобутку ЗВГ, що викликало необхідність створення нових маршрутів їх вивозу до узбережжя Мексиканської затоки. Однією з таких систем став введений в експлуатацію у першій половині 2019 року трубопровід Shin Oak NGL, котрий починається від газопереробного комплексу в Орлі. Він виконаний в діаметрі 600 мм (відгалуження до Вахо має діаметр у 500 мм) та максимальну пропускну здатність 550 тисяч барелів на добу. Довжина системи на момент введення становила 658 миль.